# Örkény
Örkény est une ville et une commune du comitat de Pest en Hongrie.